# Koreanosaurus
Koreanosaurus – rodzaj dinozaura ptasiomiednicznego żyjącego w późnej kredzie (santon lub kampan) na terenach dzisiejszej Azji; jest to pierwszy znany ze stosunkowo kompletnego materiału kopalnego dinozaur odkryty w Korei Południowej. Gatunkiem typowym jest K. boseongensis, którego holotypem jest materiał kopalny oznaczony KDRC-BB2 (z zachowanymi pięcioma kręgami szyjnymi, siedmioma kręgami grzbietowymi, siedemnastoma żebrami, niemal kompletnymi obiema łopatkami, kośćmi kruczymi – połączonymi w kości łopatkowo-krucze – i mostkiem, częścią lewej kości ramiennej, niekompletną prawą kością ramienną oraz częścią lewej kości łokciowej i lewej kości promieniowej), zaś paratypem – materiał oznaczony KDRC-BB3 (niekompletna kość krzyżowa, część lewej kości biodrowej i lewej kości kulszowej, kompletna lewa kość udowa, piszczelowa i strzałkowa oraz niekompletny lewy stęp i śródstopie); holotyp i paratyp odkryto w odległości zaledwie 2 metrów od siebie i możliwe jest, że w rzeczywistości są to skamieniałości tego samego osobnika. Dodatkowo zdaniem autorów gatunek ten reprezentuje też materiał kopalny oznaczony KDRC-BB1 z zachowaną niekompletną prawą kością udową, częścią lewej kości piszczelowej i jednym kręgiem ogonowym. Skamieniałości Koreanosaurus odkryto niedaleko wsi Seonso w powiecie Boseong w południowokoreańskiej prowincji Chŏlla Południowa. Do autapomorfii K. boseongensis należą m.in. wydłużone kręgi szyjne, stosunek długości kości piszczelowej do długości kości udowej wynoszący 1,07/1 oraz przednio-tylne wydłużona głowa kości udowej tworząca kąt rozwarty 135° z trzonem kości udowej. Jeśli KDRC-BB2 i KDRC-BB3 rzeczywiście są kośćmi tego samego osobnika, do autapomorfii K. boseongensis należy dodać bardzo rozwinięty pas barkowy i kości ramienne, bowiem w takim wypadku u tego gatunku kość ramienna i łopatka byłyby dłuższe od kości udowej.
Według autorów jego opisu Koreanosaurus był jednym z najbardziej bazalnych znanych ornitopodów; autorzy sugerują jego bliskie pokrewieństwo z kladem obejmującym północnoamerykańskie rodzaje Orodromeus, Oryctodromeus i Zephyrosaurus. Analiza filogenetyczna przeprowadzona przez Boyda (2015) potwierdziła bliskie pokrewieństwo Koreanosaurus z wymienionymi trzema rodzajami; zarazem jednak według tej analizy Koreanosaurus i jego najbliżsi krewni nie byli ornitopodami. Analiza wykazała ich przynależność do rodziny Parksosauridae, będącej taksonem siostrzanym do kladu Cerapoda (obejmującego ornitopody, pachycefalozaury i ceratopsy).
Koreanosaurus wyróżniał się wśród bazalnych dinozaurów ptasiomiednicznych budową ciała, w szczególności długą szyją, wydłużonymi i masywnymi kończynami przednimi i pasem barkowym, proporcjonalnie krótkimi kończynami tylnymi i stosunkiem długości kości piszczelowej do kości udowej; zdaniem autorów jego opisu te różnice wiązały się też z innym trybem życia. Większość bazalnych ptasiomiednicznych była dwunożnymi zwierzętami przystosowanymi do szybkiego biegu; Koreanosaurus prawdopodobnie był czworonożny. Według autorów K. boseongensis, podobnie jak jego prawdopodobny bliski krewny Oryctodromeus, mógł być dinozaurem kopiącym nory. Duże rozmiary kończyn przednich mogły być przystosowaniem do kopania w ziemi, a duże kości łopatkowo-krucze mogły być miejscem przyczepu rozwiniętych mięśni kończyn przednich. Dzięki rozwartemu kątowi, jaki głowa kości udowej tworzyła z jej trzonem, Koreanosaurus mógł być zdolny do szerokiego rozstawiania kończyn tylnych dla lepszej podpory w trakcie kopania, tak jak robią dzisiejsze kretowate i krety workowate.